# Tinaksita
La tinaksita és un mineral de la classe dels silicats. Rep el nom de la seva composició (Ti, Na, K, Si).

## Característiques
La tinaksita és un silicat de fórmula química K₂Na(Ca,Mn2+)₂TiO[Si₇O18(OH)]. Cristal·litza en el sistema triclínic. La seva duresa a l'escala de Mohs és 6. És l'anàleg de potassi de la senkevichita. Químicament és similar a la faizievita i l'odintsovita.
Segons la classificació de Nickel-Strunz, la tinaksita pertany a «09.DG - Inosilicats amb 3 cadenes senzilles i múltiples periòdiques» juntament amb els següents minerals: bustamita, ferrobustamita, pectolita, serandita, wol·lastonita, wol·lastonita-1A, cascandita, plombierita, clinotobermorita, riversideïta, tobermorita, foshagita, jennita, paraumbita, umbita, sørensenita, xonotlita, hil·lebrandita, zorita, chivruaïta, haineaultita, epididimita, eudidimita, elpidita, fenaksita, litidionita, manaksita, tokkoïta, senkevichita, canasita, fluorcanasita, miserita, frankamenita, charoïta, yuksporita i eveslogita.

## Formació i jaciments
Va ser descoberta al massís de Murunskii, a la confluència dels rius Chara i Tokko (Sakhà, Rússia). També ha estat trobada en altres indrets del mateix massís, així com a les províncies russes de Múrmansk i Irkutsk. També ha estat descrita a l'Aràbia Saudí.